# Вехотко, Анатолий Тимофеевич
Анатолий Тимофеевич Вехотко (24 июля 1930, Островно, Витебский округ — 8 сентября 2016, Большая Вишера, Новгородская область) — советский кинорежиссёр и сценарист.

## Биография
Анатолий Тимофеевич Вехотко родился 24 июля 1930 года в селе Островно Бешенковичского райна Витебской области. В 1949 году поступил в Ленинградский электротехнический институт инженеров сигнализации и связи, который окончил в 1951 году. Через два года поступил на режиссёрский факультет ВГИКа, который окончил в 1957 году (мастерская Льва Владимировича Кулешова и Александры Сергеевны Хохловой).
С 1957 года Анатолий Вехотко — режиссёр киностудии «Ленфильм». В 1959 дебютировал на «Ленфильме» как режиссёр с фильмом «Дорога уходит вдаль».
Умер 8 сентября 2016 года в Большой Вишере. Похоронен на Луговском кладбище.

## Фильмография
- Дорога уходит вдаль, 1959 (режиссёр)
- Братья Комаровы, 1961 (режиссёр)
- Разрешите взлёт!, 1971 (режиссёр)
- О тех, кого помню и люблю, 1973 (режиссёр)
- Воздухоплаватель, 1975 (режиссёр)
- Кадкина всякий знает, 1976 (режиссёр и автор сценария)
- Трасса (СССР, Чехословакия), 1978 (режиссёр)
- Прогулка, достойная мужчин, 1979 (режиссёр)
- Личной безопасности не гарантирую…, 1980 (режиссёр)
- Семь часов до гибели, 1983 (режиссёр)
- Чужие здесь не ходят, 1985 (режиссёр)
- Деревня Хлюпово выходит из союза, 1992 (режиссёр)